# Blepharita lappona
Blepharita lappona är en fjärilsart som beskrevs av Rudolf Rangnow 1935. Blepharita lappona ingår i släktet Blepharita och familjen nattflyn. Inga underarter finns listade i Catalogue of Life.